# كارلوس غارسيا إي غارسيا
كارلوس غارسيا إي غارسيا هو سياسي بيروفي، ولد في 1916، وتوفي في 10 مايو 2016. نشط حزبياً في Cambio 90 ‏.